# Oorderen

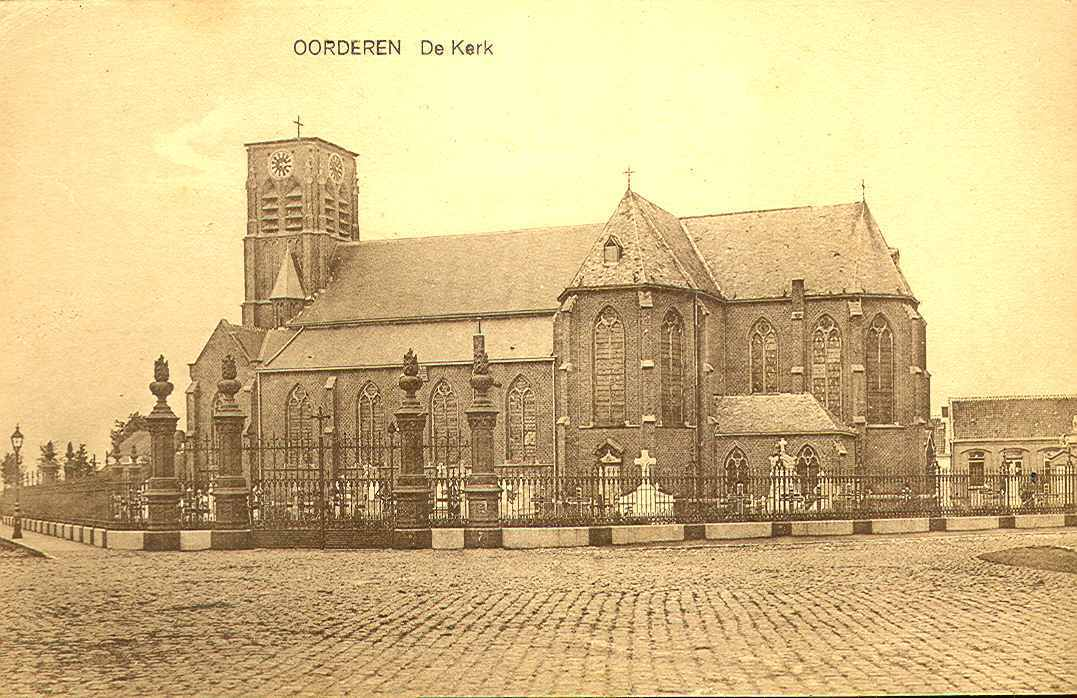
De kerk van Oorderen, voordat deze in 1966 werd afgebroken

Oorderen is een verdwenen Vlaams dorp ten noorden van Antwerpen. Het werd in 1116 voor het eerst vermeld en werd in 1929 door de stad Antwerpen geannexeerd voor de havenuitbreiding. Oorderen was met het naburige polderdorp Wilmarsdonk verbonden door de Oordenschedijk. Het dorp werd in 1965 afgebroken om plaats te maken voor de Antwerpse haven.
Het dorp had voor 1583 aan de westkant naar de Schelde toe een uitloper die bekendstond als Ordam of Oorderdam (ingekort Oordam - van Oorderen + dam) maar tijdens de Tachtigjarige Oorlog bij de stormvloed van 1583 verdronk en daarna niet meer opgebouwd werd.
Op de plaats van het vroegere dorp kwam Plant 2 van General Motors te liggen, het latere Opel Antwerpen. Een ander groot deel van de vroegere gemeente wordt ingenomen door het spoorwegemplacement station Antwerpen-Noord met het treinstation Antwerpen-Haven.
De inwoners van Oorderen stonden ook onder hun bijnaam "karotenbuters" bekend.
Het grondgebied van de vroegere gemeente Oorderen vormt (samen met dat van de vroegere gemeenten Oosterweel en Wilmarsdonk) onder het postnummer 2030 nu een deel van het district Antwerpen.
Slechts één gebouw blijft er nog over van het dorp, namelijk de indrukwekkende schuur van de Berghoeve. Die is heden terug te vinden in Bokrijk.

## Demografische ontwikkeling
- Bronnen:NIS, Opm:1831 tot en met 1920=volkstellingen